# Condado de Nemaha (Kansas)
El condado de Nemaha (en inglés: Nemaha County), fundado en 1855, es uno de 105 condados del estado estadounidense de Kansas. En el año 2005, el condado tenía una población de 10,443 habitantes y una densidad poblacional de 6 personas por km². La sede del condado es Seneca. El condado recibe su nombre en honor a río Nemaha.

## Geografía
Según la Oficina del Censo, el condado tiene un área total de 1863 km² (719,3 mi²), de la cual 1860 km² (718,1 mi²) es tierra y 3 km² (1,158301158301 mi²) (0.20%) es agua.

### Condados adyacentes
- Condado de Richardson, Nebraska (noreste)
- Condado de Brown (este)
- Condado de Jackson (sureste)
- Condado de Pottawatomie (suroeste)
- Condado de Marshall (oeste)
- Condado de Pawnee (noroeste)

## Demografía
Según la Oficina del Censo en 2000, los ingresos medios por hogar en el condado eran de $34,296, y los ingresos medios por familia eran $41,838. Los hombres tenían unos ingresos medios de $28,879 frente a los $19,340 para las mujeres. La renta per cápita para el condado era de $17,121. Alrededor del 9.10% de la población estaban por debajo del umbral de pobreza.

## Transporte

### Autopistas principales
- U.S. Route 75
- Ruta Estatal de Kansas 9
- Ruta Estatal de Kansas 63
- Ruta Estatal de Kansas 71

## Localidades
Población estimada en 2004;
- Sabetha, 2,532, de la cual una pequeña parte se encuentra en el condado de Brown
- Seneca, 2,072
- Centralia, 507
- Wetmore, 356
- Bern, 200
- Goff, 177
- Corning, 167
- Oneida, 69

### Áreas no incorporadas
- Baileyville
- Kelly
- St. Benedict

### Municipios
El condado de Nemaha está dividido entre 20 municipios. El condado tiene a Sabetha y Seneca como ciudades independientes a nivel de gobierno, y todos los datos de población para el censo e las ciudades son incluidas en el municipio.

## Educación

### Distritos escolares
- Sabetha USD 441
- Nemaha Valley USD 442
- B & B USD 451
- Centralia USD 380